# リッチモンド (ニュージーランド)
リッチモンド（英語: Richmond）は、ニュージーランドのタスマン地方にある町。南島のネルソンから13キロメートル南のところ、タスマン湾の最南端近くに位置する。最初に定住者が現れたのは1842年のこととされ、1854年にロンドン近くのリッチモンド・アポン・テムズに因んで命名された。2014年時点の人口はおよそ13,606人。
リッチモンドはネルソン市外に位置するものの、統計上ではネルソン都市地域の一部とされ、非公式ながらも大ネルソン地域の一部と「南島の端」とされ、観光誘致でも協力している。
1853年から1876年まで、ネルソン県の一部として統治された。

## ギャラリー

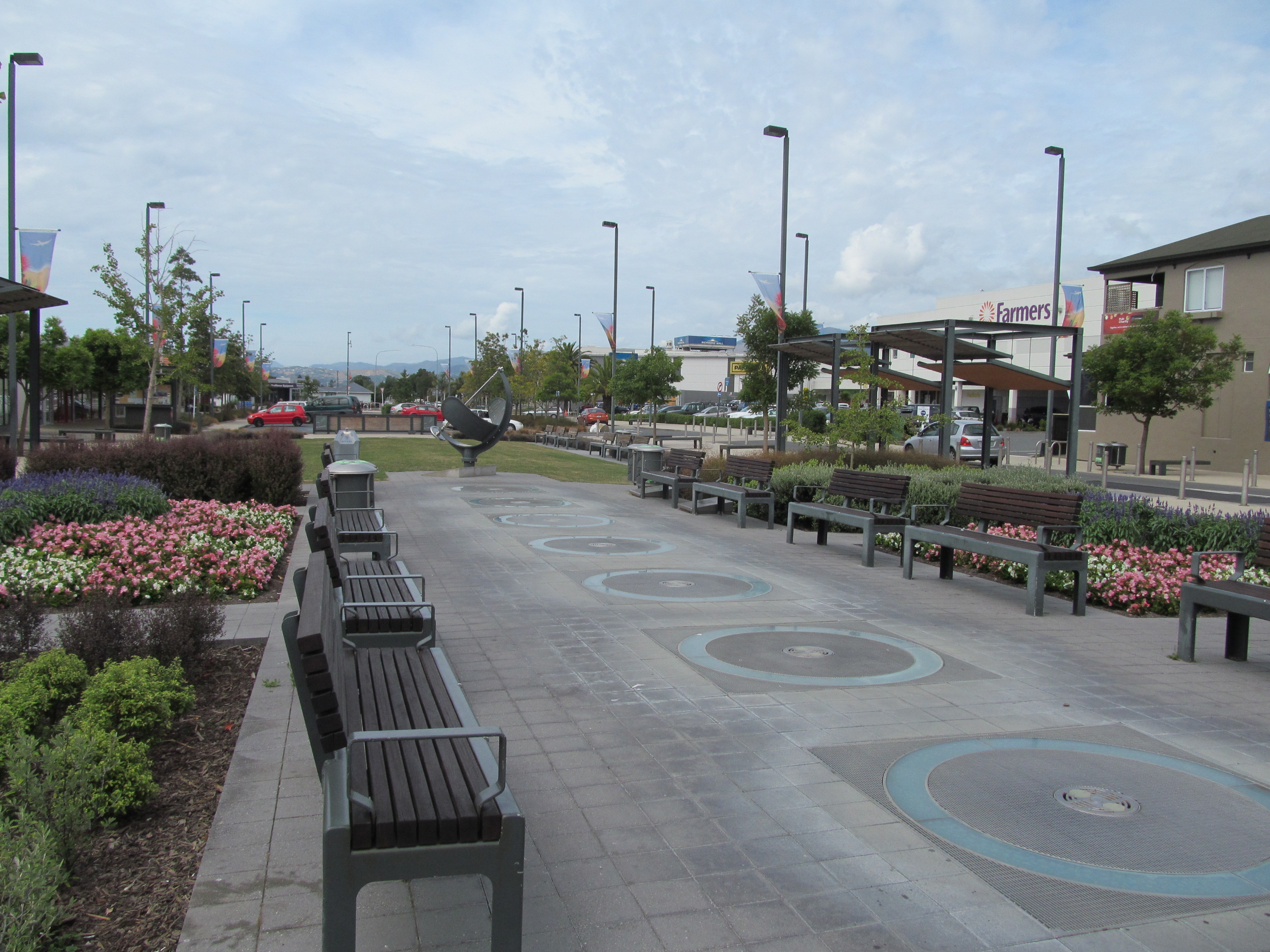
リッチモンドの中央にあるサンダイアル広場。広場にある日時計は重さ800キロであり、1994年に設置された。
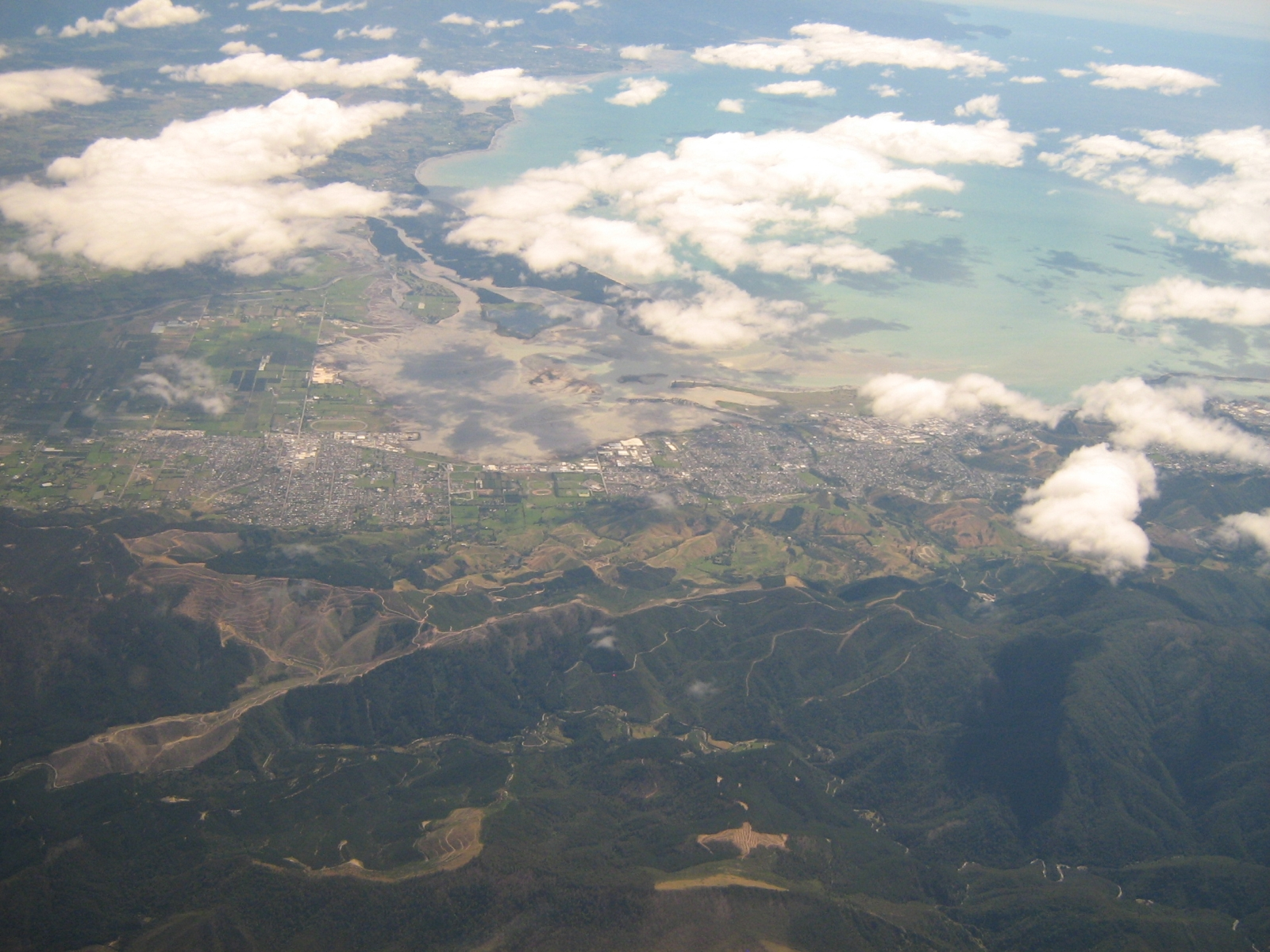
上空からみるリッチモンド。右側にネルソンが見える。